# Água Boa (Mato Grosso)
Água Boa is een gemeente in de Braziliaanse deelstaat Mato Grosso. De gemeente telt 20.276 inwoners (schatting 2009).
De gemeente grenst aan Nova Xavantina, Nova Nazaré, Canarana, Paranatinga en Campinápolis.